# Újezd u Brna
Újezd u Brna (in tedesco Aujest) è una città della Repubblica Ceca facente parte del distretto di Brno-venkov, in Moravia Meridionale.